# Philipp Pless (Futsalspieler)
Philipp Pless (* 3. April 1991) ist ein deutscher Futsal- und Fußballtorwart und spielt für die deutsche Futsalnationalmannschaft.
Er stammt aus der Jugend des VfR Aalen zu dessen erster und zweiter Mannschaft er in der Saison 2010/11, bis zu seinem Wechsel zum FC Heidenheim, gehörte. Seit 2018 spielt Pless die offizielle Hallenvariante von Fußball und seit 2019 beim mehrfachen deutschen Meister und Futsal-Bundesligisten TSV Weilimdorf.
Mit dem TSV gewann Pless bereits zweimal die deutsche Futsal-Meisterschaft, spielte in der UEFA Futsal-Champions League und gehörte 2021/22 bei der Premierensaison der DFB Futsal-Bundesliga zum Aufgebot des TSV Weilimdorf.

## Karriere

### Futsal
Beim Futsal-Länderpokal in Duisburg, in der Sportschule Wedau, lief Pless erstmals für die Württembergische Auswahl auf und absolvierte für diese seine ersten Futsalspiele überhaupt.

#### TSV Weilimdorf
Bei einem Länderspiel der deutschen Nationalmannschaft in Stuttgart wurde der TSV Weilimdorf auf Pless aufmerksam. Durch den ehemaligen VfB-Profi Manuel Fischer, der ebenfalls in der Nationalmannschaft spielt, stellten die Weilimdorfer den Kontakt zu Pless her. Im Januar 2019 bekam Pless so die Chance, zu einem der besten deutschen Futsal-Teams zu wechseln. In seiner ersten Saison beim TSV konnte Pless direkt die Deutsche Futsal-Meisterschaft in der Stuttgarter Scharena gewinnen. Im Folgejahr konnte er sich mit dem TSV bis ins Halbfinale durchringen, scheiterte dort jedoch am späteren deutschen Meister VfL 05 Hohenstein-Ernstthal. 2021 konnte Pless sich, gemeinsam mit dem TSV, erneut die deutsche Meisterschaft sichern.
Phillip Pless steht im Aufgebot des TSV Weilimdorf in der Premieren Saison der Futsal-Bundesliga.

#### Nationalmannschaft
Seit 2018 steht Pless im Aufgebot der DFB Futsal-Auswahl und ist unter Nationaltrainer Marcel Loosveld als Stammkeeper gesetzt.

### Fußball
Pless begann seine Karriere beim VFR Aalen, blieb aber als dritter Torwart ohne Einsatz. 2012 wechselte er zum 1. FC Heidenheim dort kam er nie über die zweite Mannschaft hinaus. Im Alter von 23 entschied er sich zum FV Ravensburg in die Oberliga zu wechseln und halbtags als Erzieher zu arbeiten.

## Erfolge
- Deutscher Futsal-Meister: 2019, 2021
- Teilnahme an der Hauptrunde der WM-Qualifikation: 2019[4]
- Teilnahme an der UEFA Futsal-Champions League: 2019, 2021